# Großaitingen
Großaitingen è un comune tedesco di 4 825 abitanti, situato nel land della Baviera.

Diede i natali al musicista Cyrill Kistler (1848-1907)